# Matupi Harbour
Matupi Harbour (in der deutschen Kolonialzeit Greet Harbour bzw. englisch: Great Harbour genannt) ist eine Bucht im Norden der Insel Neubritannien. Sie liegt in der Provinz East New Britain von Papua-Neuguinea.
Das Gebiet ist vulkanisch geprägt und wurde im 19. und 20. Jahrhundert durch vulkanische Aktivitäten grundlegend verändert. So war die namensgebende heutige Halbinsel Matupi, die den Matupi Harbour westlich begrenzt, noch zur deutschen Kolonialzeit eine Insel mit einem Wasserzugang zur westlich benachbarten Bucht „Simpson Harbour“ (deutsch: Simpsonhafen). Während einer Aktivität des Vulkanes „Mutter“ (heutiger Name: „Mount Kombiu“) im Mai 1937 wurde Matupi gehoben und durch eine Landzunge mit dem Neubritannien verbunden. Südlich schließt sich die Blanche Bay (deutsch: „Blanchebucht“) an den Matupi Harbour an. An der Ostküste der Bucht liegt der aktive Vulkan Tavurvur.
Die Handelsgesellschaft Hernsheim & Co unterhielt im ausgehenden 19. Jahrhundert eine größere Faktorei an der Ostküste der Bucht mit Gasthaus zur Bewirtung von Marinesoldaten und Seeleuten.